# Kościół Świętego Krzyża w Grudziądzu
Kościół pw. Świętego Krzyża w Grudziądzu – przy ul. Bydgoskiej, założony w 1911 r., obecny kościół zbudowany w latach 1979–1985.
Jako pierwszy wezwanie Świętego Krzyża nosił w Grudziądzu kościół reformatów założony w 1751 r., a w XIX w. przekształcony w kaplicę więzienną. W związku z szybkim rozwojem południowej części miasta na przełomie XIX/XX podjęto starania o budowę tam świątyni katolickiej. Proboszcz parafii św. Mikołaja ks. kanonik Otto Kunert zakupił w tym celu rozległą parcelę na narożniku ulic Chełmińskiej i Bydgoskiej, poświęconą 10 listopada 1911 r. Mimo wybuchu I wojny światowej, budowę rozpoczęto 27 lipca 1915 r. i już 1 października 1916 r. odbyło się poświęcenie świątyni pw. Podwyższenia Krzyża św. Fundusze czerpano z przeprowadzanych zbiórek, darowizn oraz ze sprzedaży na Zamek w Malborku dwóch ostatnich pozostałych na miejscu kwater gotyckiego Poliptyku Grudziądzkiego. Projektantem kościoła był Karl Krüger, a budową kierował Michał Olkowski. Od początku myślano o budowie większej świątyni, zamierzając świeżo wzniesiony budynek przebudować na plebanię i dom parafialny z salą widowiskową. Nieco wcześniej (w latach 1914–1915) na sąsiedniej parceli wzniesiono sierociniec dla chłopców prowadzony przez Siostry Elżbietanki, a już po odzyskaniu niepodległości, w 1921 r. nieopodal osiadły Siostry Zmartwychwstanki. Do utworzenia samodzielnej parafii doszło 1 lipca 1934 r., przedtem była to filia, tzw. kuracja, parafii farnej. Duszpasterzem był ks. kanonik Jan Klunder, odprawiający również nabożeństwa dla wojska z koszar w tej części miasta. Po przeciwnej stronie ul. Chełmińskiej zbudowano Dom Katolicki. Podczas okupacji niemieckiej proboszcz i dwaj wikariusze – ks. Konrad Kopański i ks. Edmund Nagórski – zostali zamordowani przez hitlerowców. Prowizoryczny kościół został rozebrany w latach 1983–1984. Przedtem, w roku 1975 Witold i Jacek Nagórscy opracowali projekt nowego, większego, który wzniesiono w latach 1979–1985, a w 1987 r. dodano wolnostojącą 46-metrową dzwonnicę.
Stary kościół stojący wzdłuż ul. Chełmińskiej został zbudowany w stylu modernistycznego klasycyzmu i był zbliżony do sąsiednich koszar i sierocińca. Zbudowany na planie prostokąta, bezwieżowy, kryty czterospadowym dachem, z zewnątrz mało przypominał budowlę sakralną. Piętrowa tynkowana elewacja o prostokątnych oknach, i pilastrowych podziałach, była ozdobiona nieznacznie zaznaczonymi ryzalitami z trójkątnymi naczółkami. Z boku dostawiono niewielkie bryły zakrystii i kaplicy. Wejście główne prowadziło od strony ul. Bydgoskiej. Kryte stropem kameralne wnętrze z 3 stron obiegały empory. Znajdowało się tam 280 miejsc siedzących i 500 stojących. W skład wyposażenia, poza ołtarzem głównym, wchodziły 2 boczne i ołtarz w kaplicy św. Teresy.
Betonowa, kanciasta bryła nowego kościoła została usytuowana prostopadle do starego. Z poszarpaną postmodernistyczną elewacją kontrastuje spokojne, jasne wnętrze z emporami. O starym kościele przypomina krucyfiks i tablice pamiątkowe w kruchcie oraz 2 konfesjonały. W 2001 r. zbudowano największe w Grudziądzu 40-głosowe organy, co umożliwia organizowanie w kościele koncertów. Witraże projektował Krzysztof Cander.
Obecny kościół jest pierwszym, nowo powstałym po II wojnie światowej, obiektem sakralnym w Grudziądzu. Przy jego budowie pracowało bardzo wielu parafian – wolontariuszy. Najbardziej zasłużeni zostali uwiecznieni w akcie erekcyjnym, wmurowanym w fundamencie kościoła.
Inicjatorem budowy obecnej świątyni był długoletni proboszcz parafii w latach 1970–1997, ks. prałat Klemens Baumgart (1917–2007), którego grób znajduje się tuż przy dzwonnicy kościelnej.